# Johan Georg IV av Sachsen
Johan Georg IV av Sachen, född 1668, död 1694, var en sachsisk kurfurste.
Han efterträdde 1691 sin far och stod liksom denne i kampen mot Frankrike, trots slitningar på kejsarens sida. 
Han var gift med Eleonora av Sachsen-Eisenach. Kejsaren lät upphöja Johan Georg IV:s älskarinna Magdalene Sibylle von Neidschütz till riksgrevinna.